# Sony Corporation
A Sony Group Corporation (japánul: ソニー株式会社; Szoní Kabusiki Gaisa) tokiói székhelyű multinacionális vállalat, a világ egyik legnagyobb elektronikai, informatikai és szórakoztatóipari cége. A világ legnagyobb médiakonglomerátumaként tartják számon[forrás?], éves bevétele a 2010. március 31-én véget érő pénzügyi évben elérte a 77,2 milliárd dollárt.
Neve a latin sonus (hang) szóból ered.
A Sony Corporation a Sony Group vezető vállalata.

## Története
A Sony-t 1946-ban, Tokióban alapította két férfi. Ibuka Maszaru mérnök és Morita Akio fizikus 190 000 jent fektetett be egy elektromos berendezéseket javító vállalat elindítására 20 alkalmazottal; a javítás mellett saját termékeket is próbáltak építeni. A sikertörténet 1954-ben indult útjára, amikor a Tokyo Tsushin Kogyo K.K., vagy Tokyo Telecommunications Engineering Corporation, ahogy a vállalatot hívták, engedélyt kapott tranzisztorok gyártására. A tranzisztort Amerikában találták fel, de rádiókban akkor még nem alkalmazták, azok elektroncsöves készülékek voltak. 1954 májusában a Sony piacra dobta Japán első tranzisztorát, a következő évben pedig az első teljesen tranzisztoros rádiót.
Attól kezdve kevés vállalatnak sikerült beállítania a Sony feltalálás és újítás terén elért pályacsúcsát. A legjelentősebb fejlesztések között van az első Trinitron színes televízió 1968-ban, a színes videókazetta 1971-ben, a Betamax videómagnó 1975-ben, a Walkman 1979-ben, a 3,5-colos floppy lemez 1989-ben, elektronikus fényképezőgép 1981-ben, a világ első CD-játszója 1982-ben, az első fogyasztói videokamera 1983-ban, a 8 mm-es videó 1988-ban, az első digitális VTR 1985-ben, és így tovább egészen a mai napig.
Abban a közel 60 évben, amióta a vállalat először kereskedni kezdett, a 20 alkalmazottból világszerte több mint 160 000 lett. A Sony nemzetközi vállalat – Akio Morita már a kezdetektől fogva felismerte, hogy vállalata tevékenységét nem szabad csak Japánra korlátoznia, hanem az egész világot kell piacként kezelni. Ragaszkodott hozzá, hogy a Sony név a vállalat összes termékén szembetűnő legyen.
A Sony Corporation of America 1960-ban jött létre, a Sony United Kingdom Limited pedig 1968-ban lett megalapítva. Amint egy országban elkezdték forgalmazni a termékeket, megérte elkezdeni helyben gyártani azokat. 1972-ben San Diegóban hoztak létre egy gyárat, ezt követte 1974-ben a bridgendi gyár, amely az Egyesült Királyságot és Európát szolgálja ki.

## Termékek
- TR–55 tranzisztoros rádió
- Walkman, MP3- és MP4-lejátszók
- Bravia (televízió)
- Cyber-Shot (fényképezőgépek)
- Handycam (videokamerák)
- VAIO (notebookok)
- PlayStation, PlayStation 2, PlayStation 3, PlayStation 4, PlayStation 5, PlayStation Portable, PlayStation Vita
- Aibo (kutyát mintázó robot játék)
- Xperia (okostelefonok)

## Konzolok
A Sony cég konzolokat is gyárt PlayStation néven.

### PlayStation
A Sony első konzolja 32 bites volt. Jó eladást ért el a híres autós széria, a Gran Turismo első két része. A legtöbb példányban elkelt játék a Gran Turismo első része volt.
Megjelenés:
- Japán: 1994. december 3.
- Amerika: 1995. szeptember 9.
- Európa: 1995. szeptember 29.
- Ausztrália: 1995. november

### PlayStation 2
A Sony második konzolja, a második hatodik generációs konzol, a gyártás már véget ért. A legtöbb példányban elkelt játék a Gran Turismo 3 volt.
Megjelenés:
- Japán: 2000. március 4.
- Amerika: 2000. október 26.
- Európa: 2000. december 20.
- Ausztrália: 2000. november 30.

### PlayStation Portable
A Sony első handheld konzolja.
Megjelenés:
- Japán: 2004. december 12.
- Amerika: 2005. március 24.
- Európa: 2005. szeptember 1.

### PlayStation 3
A Sony hetedik generációs konzolja, amely 2006. november 11-én jelent meg. Eddig a legtöbb példányban elkelt játék a Motorstorm.
2009 szeptemberében érkezett a boltokba a PS3 Slim 120 GB-os merevlemezzel.

### PlayStation 4
A Sony nyolcadik generációs konzolja. A konzol 500 GB-os vagy 1 TB-os merevlemezzel, illetve DualShock 4 vezeték nélküli vezérlővel készül. A konzolokat több játékkal lehet megvenni, többek között a Far Cry 4-gyel, a Grand Theft Auto 5-tel, a The Order 1886-tal és a Watch Dogs-szal.
Megjelenése:
- Észak-Amerika: 2013. november 15.[4]
- Európa, Ausztrália: 2013. november 29.[5]

### PlayStation 5
Sony kilencedik generációs konzolja. Két verzióban érhető el: Alap / Digitális kiadás. Egy tárhely konfigurációval érkezik: 825GB SSD
Megjelenés:
- Világszerte: 2020. november 12[6]